# Мининский сельсовет (Новосибирская область)
Мининский сельсовет — сельское поселение в Венгеровском районе Новосибирской области Российской Федерации.
Административный центр — село Минино.

## История
Статус и границы сельского поселения установлены Законом Новосибирской области от 2 июня 2004 года № 200-ОЗ «О статусе и границах муниципальных образований Новосибирской области»

## Население
| 2002 | 2010 | 2012 | 2013 | 2014 | 2015 | 2016 |
| ---- | ---- | ---- | ---- | ---- | ---- | ---- |
| 541  | ↘402 | ↘376 | ↗378 | ↗384 | ↘360 | ↘346 |
| 2017 | 2018 | 2019 | 2020 | 2021 |      |      |
| ↘341 | ↘335 | ↘327 | ↘307 | ↘289 |      |      |

## Состав сельского поселения
| № | Населённый пункт | Тип населённого пункта       | Население |
| - | ---------------- | ---------------------------- | --------- |
| 1 | Минино           | село, административный центр | ↘392      |
| 2 | Тычкино          | деревня                      | ↘10       |